# Ginásio Poliesportivo Pedro Jahara
O Ginásio Poliesportivo e Cultural Pedro Rage Jahara, ou simplesmente Ginásio Poliesportivo Pedro Jahara, conhecido popularmente como Pedrão, é um ginásio poliesportivo localizado em Teresópolis, cidade do Interior do Rio de Janeiro. Com capacidade para 5 000 pessoas, o ginásio é constantemente usado para a realização de eventos esportivos, como os anuais Jogos Estudantis de Teresópolis (JET), Jogos Estudantis Municipais (JEM), uma etapa da Taça Brasil de Futsal, o VI Campeonato Pan-Americano de Boxe, além de alguns campeonatos de jiu-jitsu e outras artes marciais, não esportivos, como shows, edições do AnimaTerê, e de utilidade pública. 
O Pedrão foi inaugurado em 1982, pelo então prefeito do município Pedro Jahara, sendo considerado então o segundo maior do Estado do Rio de Janeiro, por sua estrutura e capacidade. Cerca de 25 anos após sua inauguração, o Ginásio foi completamente reformado e modernizado, na gestão do prefeito Roberto Petto Gomes.
Além de ter o Museu Municipal do Esporte incluído em sua estrutura, o Ginásio Pedrão serve também como sede da Secretaria Municipal de Esportes, responsável pelas escolinhas esportivas, que incluem futsal, karatê, vôlei, judô, jiu-jitsu e outras modalidades que fazem um projeto comunitário voltado para jovens.

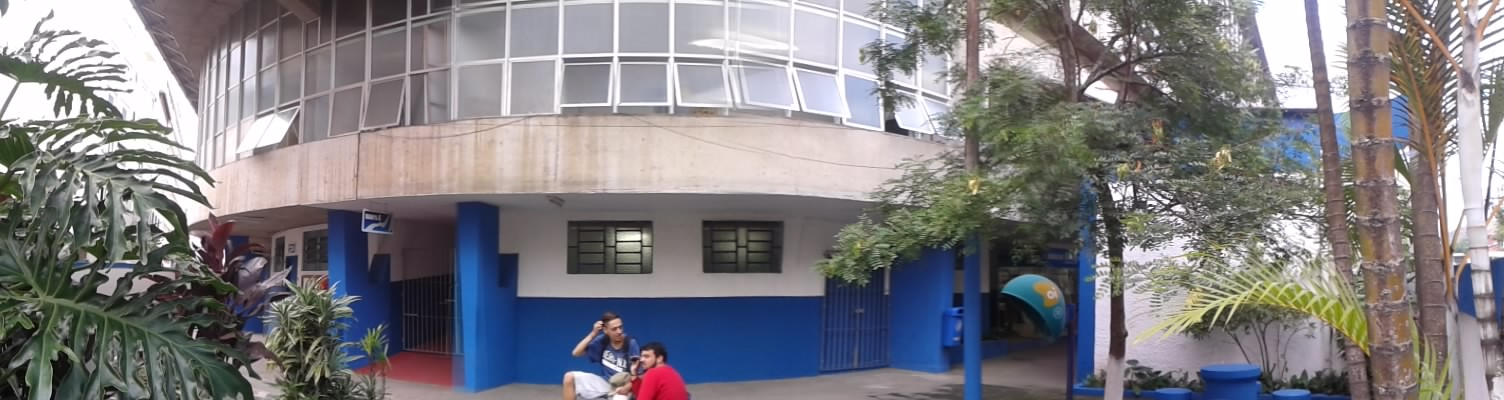
Imagem panorâmica do Ginásio, tirada a partir da Praça.